# Сегюры
Сегюр (фр. de Ségur) — древний французский дворянский род.
Из провинции Гиень; перешел в протестантизм и много пострадал во время религиозных войн. Самые известные его члены:
- Анри-Франсуа (1689—1751) — ген-лейт.; во время войны за австр. наследство защищал Прагу и исполнил искусное отступление к Пфафенгофену (1745).
- Сын его Филипп-Анри, маркиз.
- Луи-Филипп (1753—1830)— французский историк и дипломат, был послом Франции при дворе российской императрицы Екатерины II.
- Жозеф-Александр (1756—1805), граф де Сегюр, брат предыдущего; во время революции долго содержался в тюрьме; написал ряд пьес, опер и песен. Главные его соч.: роман «La femme jalouse» (1790) и «Les femmes, leur condition et leur influence dans l’ordre social etc.» (1803 и 1835). Его «Oeuvres diverses» появились в 1819 г.
- Филипп-Поль (1780—1873), сын Луи-Филиппа, французский генерал и военный писатель.
- Сегюр, Софья Фёдоровна, урожденная Ростопчина, писательница, супруга Эжена Сегюра (внука Луи-Филиппа от его другого сына Октава-Анри).